# Kimberly Glass
Kimberly Marie Glass (Los Angeles, 18 agosto 1984) è una pallavolista statunitense.
Gioca nel ruolo di schiacciatrice.

## Carriera
La carriera di Kimberly Glass inizia nel 2002 nella squadra della University of Arizona, con la quale prende parte alla Division I NCAA. Terminata l'università, si trasferisce in Italia nel gennaio 2006, ingaggiata dal Santeramo Sport per la seconda parte della stagione 2005-06. Nella stagione 2007 gioca nella Liga Superior portoricana con la formazione delle Pinkin de Corozal; nel 2007 fa il suo esordio nella nazionale statunitense, vincendo la medaglia di bronzo alla Coppa del Mondo. Nel campionato 2007-08 gioca nella Voleybol 1.Ligi turca col Fenerbahçe Spor Kulübü; con la nazionale nel 2008 partecipa ai Giochi della XXIX Olimpiade, dove vince la medaglia d'argento.
Nella stagione 2008-09 gioca nella Superliga russa col Volejbol'nyj klub Universitet-Technolog, con cui vince la Coppa di Russia. Dopo una stagione al Volejbalový klub Prostějov, in cui vince il campionato ceco, viene ingaggiata dal Rabitə Bakı Voleybol Klubu, club con il quale disputa la finale di Champions League 2010-11, vince due scudetti e la Coppa del Mondo per club 2011; nel 2011 con la nazionale si aggiudica l'oro al World Grand Prix ed al campionato nordamericano.
La stagione 2012-13 passa al KGC Ginseng, nella V-League sudcoreana; tuttavia le parti rescindono il contratto per permetterle di sottoporsi ad un intervento alle corde vocali. Poco dopo firma per il Guangdong Hengda Nuzi Paiqiu Julebu, club della Volleyball League A cinese, con cui vince il campionato asiatico per club 2013. La stagione successiva passa al club brasiliano del Praia Clube.

## Palmarès

### Club
- Campionato ceco: 1

2009-10
- Campionato azero: 2

2010-11, 2011-12
- Campionato Mineiro: 1

2013
- Coppa di Russia: 1

2008
- Campionato mondiale per club: 1

2011
- Campionato asiatico per club: 1

2013

### Nazionale (competizioni minori)
- Coppa panamericana 2011

### Premi individuali
- 2002 - National Freshman of the Year
- 2002 - All-America Second Team
- 2003 - All-America Third Team
- 2005 - All-America First Team